# 渥爾娃女巫

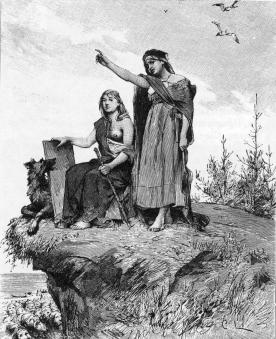
一個女巫在說出預言，詩體埃達19世紀的瑞典語譯本

渥爾娃女巫是北歐異教中的一種巫覡宗教女預言家，是北歐神話中经常出現的人物形象。

## 語源學
古諾爾斯語“vǫlva”的意思是“带魔杖者”，在原始日耳曼語中為“walwōn”，亦來自於“魔杖”。
英語中渥爾娃女巫亦稱“spákona”或者“spækona”，取自古諾爾斯語“spá”或者“spæ”，即現代英語中的“spy”（間諜）、原始印歐語詞根*(s)peḱ（去看，去观察）和拉丁语“speccio”（看）。

## 能力

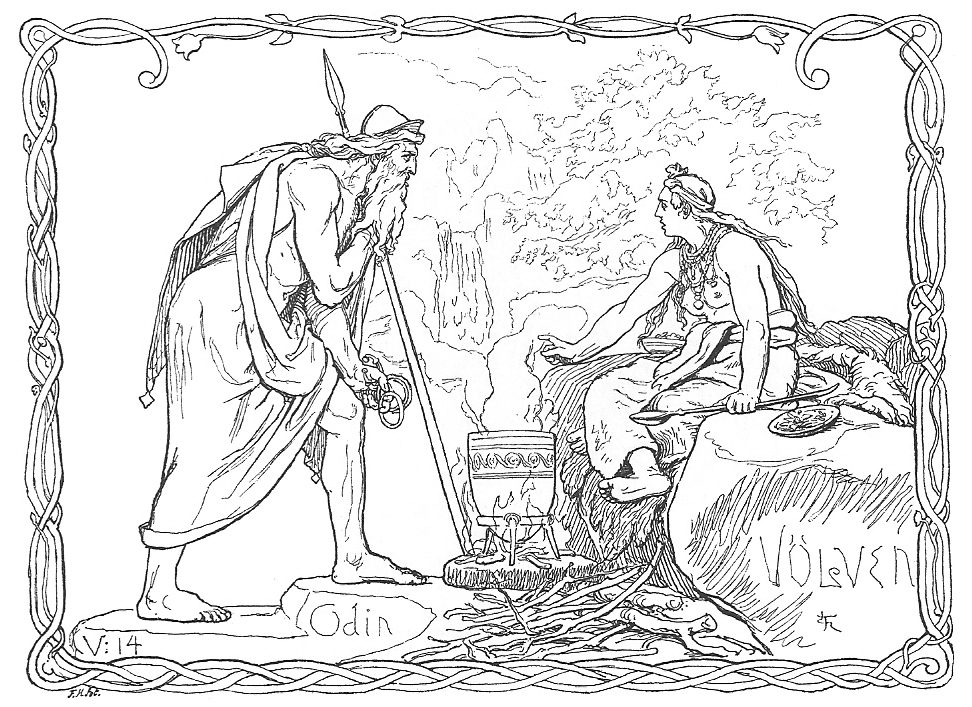
《奧丁和渥爾娃女巫》（1895年），Lorenz Frølich

渥爾娃女巫會使用seiðr（一種北歐巫術）、spá以及galdr。
渥爾娃女巫擁有很高的地位，甚至被認為擁有神之父的力量。奧丁本人就曾向渥爾娃女巫求教。除去Völuspá（詩體埃達中第一首詩）中的記載，其他著名渥爾娃女巫還有Gróa（見詩體埃達中的Svipdagsmál）、Þorbjörg Lítilvölva（《紅髮埃里克傳奇》）和 Huld（《伊林格傳奇》）。
渥爾娃女巫並不邪惡，她們在人類世界的地位如魔法女神芙蕾雅在阿斯嘉特的地位一般。

## 早期記載
對渥爾娃女巫的早期描述是古羅馬人關於日耳曼辛布里人白衣女祭司的記載。她們殺掉戰俘並且抛灑他們的鮮血以預測未來。
在凱撒的高盧戰記中描述了一場與日耳曼部落領Ariovistus發生的衝突：
當凱撒詢問他的囚犯爲什麽Ariovistus不出戰的原因時，他發現這可能是其原因 – 在日耳曼人中有一個習俗，需要通過预言來決定是否交戰，他們曾說：“如果他們在新月出現之間交戰，神便不會令他們戰勝”
塔西佗在《歷史》中也寫下了一些關於日耳曼人女先知的記錄。
約爾達內斯在他的著作《Getica》（XXIV:121）說哥特人的渥爾娃女巫叫做“Aliorumnas”。當哥特人抵達塞西亞的Oium時，她們被國王流放了。
倫巴第歷史學家Paulus Diaconus記述了一段倫巴底人和汪達爾人的戰役，戰役中汪達爾人向奧丁求助，而倫巴底人則向奧丁的配偶Frijjō求助，因為倫巴底人和渥爾娃女巫（渥爾娃女巫與Frijjō友善）關係良好，這位女神幫助倫巴底人欺騙了奧茲，並使他們贏得了戰役。

## 維京人社會
在維京貴族社會中，女性作為渥爾娃女巫是一種榮耀，因為這代表了芙蕾雅在人類世界的地位。 她们嫁給以奧丁為偶像的維京戰士，後者在死後被認為可以進入瓦爾哈拉。她們在丈夫出戰時會進行祈福，以保佑他們獲勝。
一位渥爾娃女巫要擁有比普通貴族女性的大得多的威望，但同時也取決於他們服務的戰士。

### 傳說

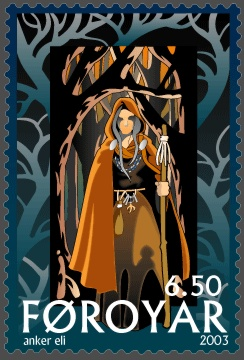
法羅群島郵票上的渥爾娃女巫（2003年）

《紅髮埃里克傳奇》記載格林蘭島曾遭遇一場大饑荒，為了解決這一問題，格林蘭人請來了渥爾娃女巫Þórbjörgr lítilvölva，她在夜晚抵達，穿著藍色或者黑的斗篷，帶著黃銅封的寶石手杖。渥爾娃女巫接受了當地領主的最高敬意，并坐在領主的座位上，享用只為她準備的食物。第二天開始儀式，并最終解決了饑荒問題。
在散文埃達的序言中也有提到渥爾娃女巫。

### 歷史記錄

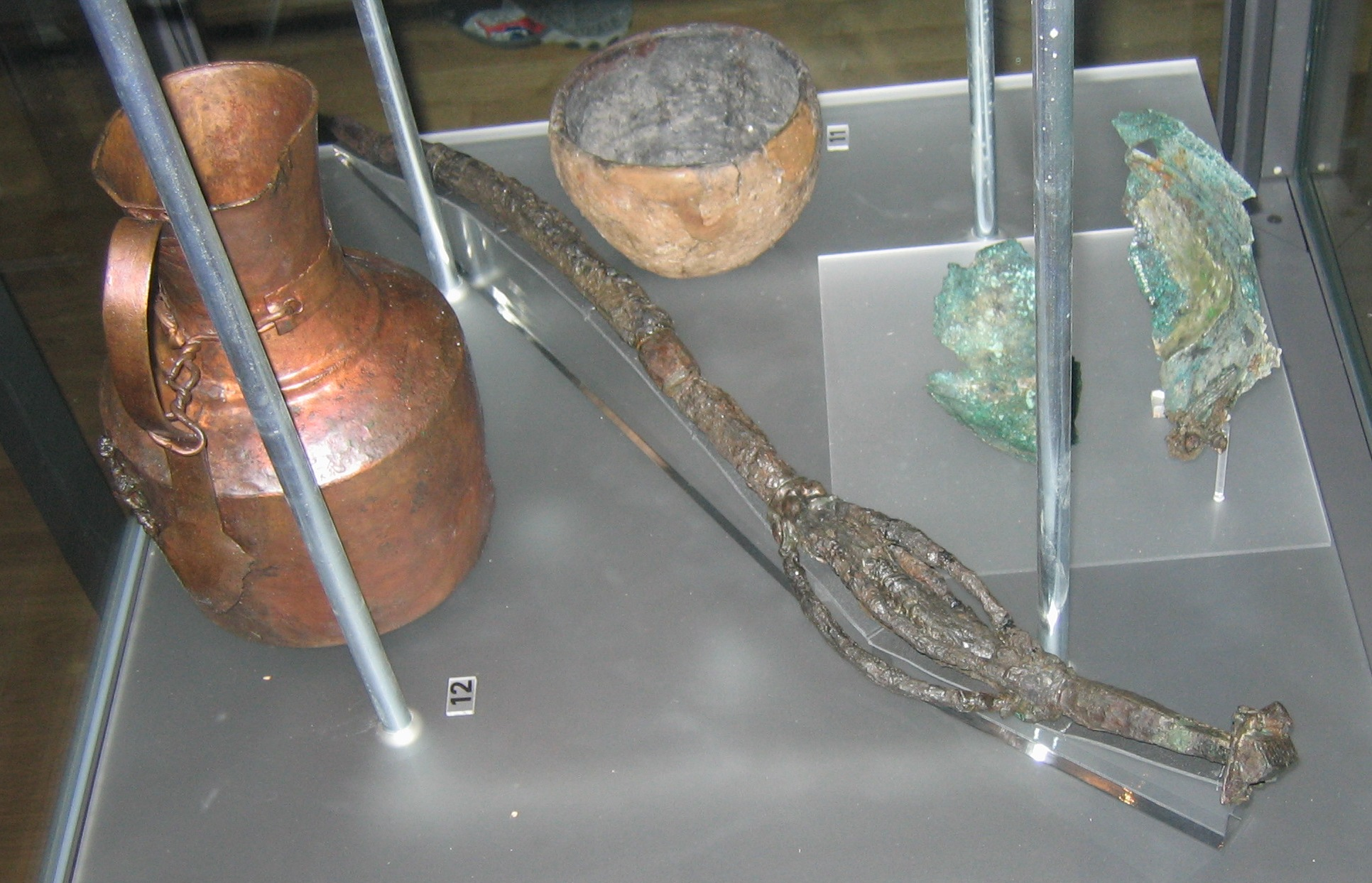
厄蘭島一個墓穴中發現的渥爾娃女巫遺物。一個82公分長的鐵質魔杖，可能來自波斯或者中亞的水罐和一個西歐的青銅碗。她接受了有人和動物陪葬的船葬，現展覽於斯德哥爾摩的瑞典歷史博物館

斯堪的納維亞考古學家在大約40個女性墓穴中發現了魔杖，並且通常都伴隨著豐厚的陪葬品，這顯示她們屬於當時社會的高層。
在丹麥Fyrkat發現的一個墓葬中，女性墓主採用戰車葬（車輪被去除），穿著樸素，可能只有一件長裙，腳趾上有腳趾環，說明她下葬時沒有穿鞋，或者只穿了涼鞋，其目的是顯示這些腳趾環。她擁有來自哥得蘭島、芬蘭和俄羅斯的陪葬品。腳邊有一個放著魔法工具的盒子，包括一隻貓頭鷹的唾餘和天仙子的種子。同時墳墓中還有一個製作成椅子狀的銀質護身符，這種護身符曾在斯堪的納維亞女性墳墓中多次發現，被認為可能是代表渥爾娃女巫舉行祭典時使用的祭壇或者至高王座。
另外一個著名墓葬是挪威的奧賽貝格號，墓葬中有兩個女性。其中一個社會地位很高，可能會使用巫術并有一隻木質魔杖陪葬。墓葬中還發現了一些大麻屬植物的種子。
在瑞典東約特蘭也有一座大約公元前1000年的女性墓葬，除去陪葬的魔杖之外，還有馬、一架馬車、一個阿拉伯青銅水壺和一條直接象徵高貴身份的項鏈。
在瑞典比爾卡，有一個墓葬中合葬著一位渥爾娃女巫和一名戰士。

### 性
渥爾娃女巫也因其超常的性吸引力而出名，這同時也是她們被認為很危險的原因之一。詩體埃達中的一首詩Hávamál，警告人們不要與渥爾娃女巫性交，因為這樣可能會被魔法束縛或者生病。她們也會用天仙子來製作春藥。芙蕾雅在一些神話中因其在性方面的做為而受到非議。

### 其他
在薩米薩滿教中，渥爾娃女巫在施法時會擊鼓。
渥爾娃女巫在施法時可能需要有隨從陪伴，但並不都是這樣。一個單獨的渥爾娃女巫也可以施法。

## 消失
羅馬天主教興起之後，渥爾娃女巫就逐漸消失了，在盎格魯-薩克遜教會法中也禁止了渥爾娃女巫。欧美目前有该传统的复兴运动。